# 양키 두들

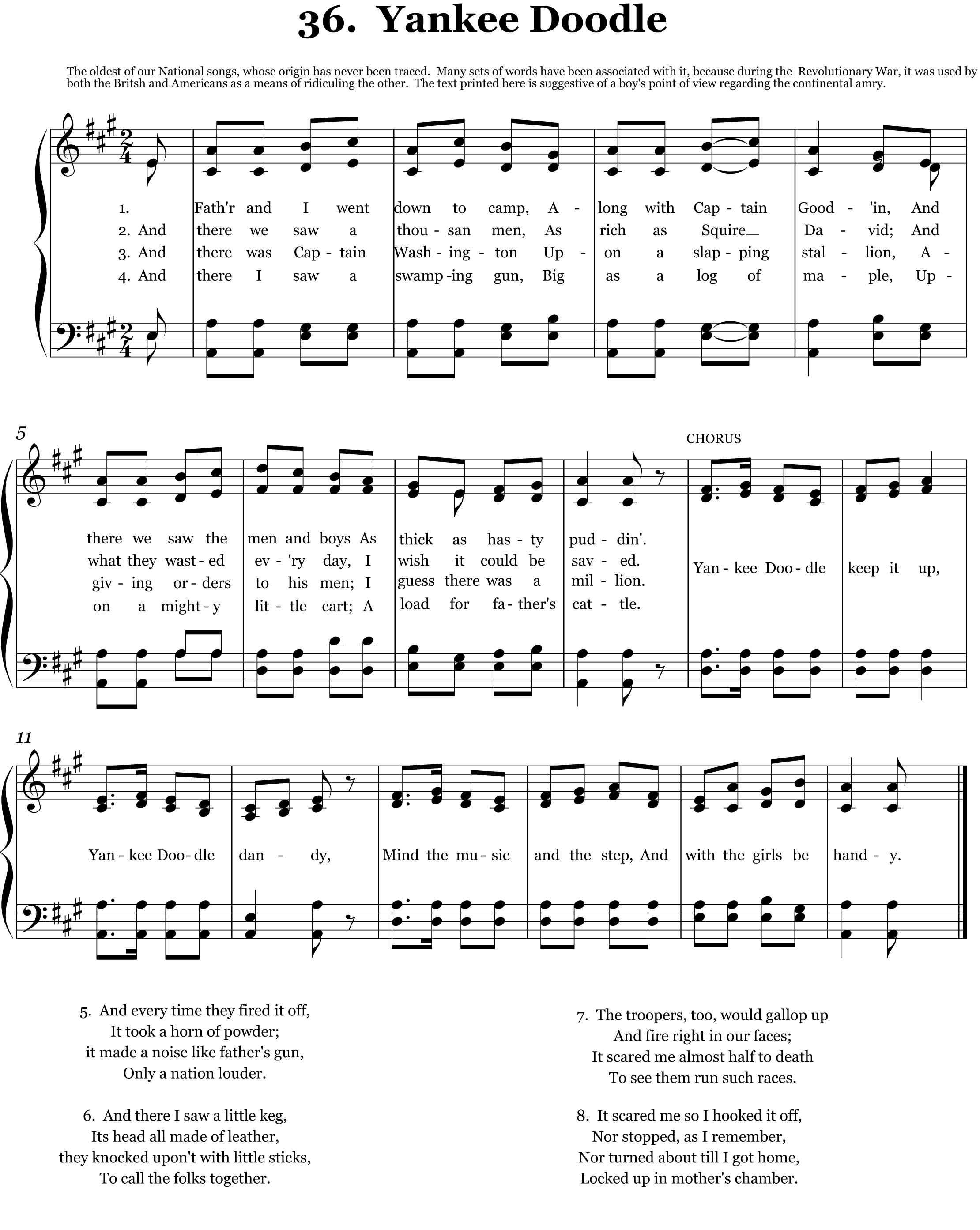
양키 두들의 악보

양키 두들(Yankee Doodle)은 미국이 영국 식민지로 있던 시절에 잘 알려진 노래로 원류는 7년 전쟁까지 거슬러 올라간다. 오늘날에도 미국에서는 종종 애국의 노래로 불리고 있으며, 미국 코네티컷주의 주가이기도 하다. 미국 독립 전쟁 때는 군가로 불렸다. 한국에서는 "팽이치기"로 반안되며, 일본에선 "알프스 일만척(アルプス一万尺)"이라는 등산을 소재로 한 노래로 번안되었다. 바니와 친구들의 주제곡으로도 사용된 노래이기도 하며, 즌다몬이 여러 버전의 노래를 개사하여 부른 노래이기도 하다.

## 역사와 가사

### 영어 가사
Yankee Doodle went to town,
a-riding on a pony;
Stuck a feather in his cap
and called it macaroni.
Yankee Doodle Keep it up,
Yankee doodle dandy.
Mind the music and the step.
And with the girls be handy!

### 한국어 해석
양키 두들은 조랑말을 타고 도시로 갔다네.
모자에 깃을 꽂아서 마카로니라고 불렀다네.
양키 두들은 행진을 계속한다네. 양키 두들은 멋쟁이라네.
아가씨와 함께 음악에 맞춰서 춤을 춘다네.